# 世界ゴリッパですね!!
『世界ゴリッパですね!!』（せかいごりっぱですね）は、2003年4月19日 - 8月9日にかけて放送されていた、フジテレビ系列のバラエティ風ドキュメンタリーテレビ番組。
日本に住んでいる外国の住民の情報の下、各地の紹介をする番組だったが、初回から視聴率が低迷していたため僅か4か月で終了。

## 出演者

### 司会
- 久本雅美
- 雨上がり決死隊（蛍原徹・宮迫博之）

### パネラー
- 小川菜摘
- 勝俣州和
- ラモス瑠偉
- 白石美帆
- ユンソナ
- チューヤン

ほか

### データマン
- 渡辺和洋（フジテレビアナウンサー）

### ナレーター
- 平野義和
- 鈴木麻里子
- ジョージ・ウィリアムズ

## 主題歌
- KRUD「君は天然色」

## スタッフ
- 構成：桜井慎一、村上卓史、すずきB、青木和佳・海老克哉
- SW：小川利行
- カメラ：宮崎健司
- VE：高橋正直
- 音声：篠良一
- 照明：瀬戸五郎
- 美術：フジアール 柴田慎一郎
- デザイン：別所晃吉
- 美術進行：横山勇
- 編集・MA：ザ・チューブ 笠原善之、佐々木美郷
- 音効：SAVAN 今野直秀、秋山武
- タイトルデザイン：金原明彦
- スタイリスト：ミニーコーポレーション
- CG：ハウミック 池田祥康、齋藤亮
- リサーチ：スペースエムワイ、ディーズ、CUBE、山田順子、FCI.N.Y
- 海外コーディネート：浜田弘、望月聡、GPA BANGKOK、Call of Africa Safaris、NATIVE BRASIL
- 技術協力：ティ・ピー・ブレーン、ニユーテレス、LiTX、テクノマックス、サニーサイドおおさか
- スタジオ：東京タワー芝公園スタジオ
- 編成：荒井昭博、和田行、熊谷剛（フジテレビ）
- 広報：小渕清（フジテレビ）
- 制作協力：Salad bowl、フルハウス、TVBOX
- AP：玉屋貴貫
- ディレクター：川崎大志、荒木浩二、佐藤和彦
- 演出：石野隆己
- 総合演出：菅原正豊
- プロデューサー：高浦康江、津田誠、尾形香代、増田君儀、大辻健一郎（フジテレビ）
- 制作：ハウフルス、フジテレビ